# Chris & Cosey
Chris & Cosey, que actualmente actúan bajo el nombre Carter Tutti, son un grupo musical formado en 1981, e integrado por Chris Carter y Cosey Fanni Tutti, ambos previamente miembros de Throbbing Gristle, pioneros de la música industrial.

## Discografía

### Álbumes
- Heartbeat (1981), Rough Trade
- Trance (1982), Rough Trade
- Songs of Love & Lust (1984), Rough Trade
- Techno Primitiv (1985), Rough Trade
- Allotrophy (1987), Staalplaat
- Sweet Surprise (1987), Dragon
- Exotika (1987), Play It Again Sam
- Trust (1989), Play It Again Sam
- Pagan Tango (1991), Play It Again Sam/WaxTrax!
- Musik Fantastique (1992), Play It Again Sam
- Twist (1995), T&B Vinyl
- Skimble Skamble (1997), World Serpent
- Cabal (2004), CTI - Carter Tutti
- Feral Vapours of the Silver Ether (2007), CTI - as Carter Tutti

Álbumes en directo
- Action! (1987), LD
- Union (1999), World Serpent
- C&C Luchtbal (2003) CTI, álbum en directo
- LEM Festival October 2003 (2004) GliptotekaMagdalae, álbum en directo como Carter Tutti

Como CTI
- Elemental 7 (1984), DoubleVision
- European Rendezvous - CTI Live 1983 (1984), DoubleVision
- Core (1988), Nettwerk/Play It Again Sam
- Metaphysical - "The library of sound" Edition One (1993), World Serpent
- Chronomanic - "The library of sound" Edition Two (1994), World Serpent
- In Continuum - "The library of sound" Edition Three (1995), World Serpent
- Point Seven - "The library of sound" Edition Four (1998), World Serpent

Recopilatorios
- Collectiv One: Conspiracy International (1989), Play It Again Sam
- Collectiv Two: The Best of Chris and Cosey (1989), Play It Again Sam
- Collectiv Three: An Elemental Rendevous (1990), Play It Again Sam
- Collectiv Four: Archive Recordings (1990), Play It Again Sam
- Reflection (1990), WaxTrax!
- The Essential Chris & Cosey Collection (2002), World Serpent
- Collected Works 1981 - 2000 (2006), Conspiracy International

### EP
- Take Five (1986), Licensed
- C + C Musik (1995), T&B Vinyl - promocional

### Sencillos
- "Night Shift" (1982) - flexi-disc con la revista Vinyl
- "This is Me" (1983), Music Time
- "October (Love Song)" (1983), Rough Trade
- "Sweet Surprise" (1985), Rough Trade
- "Obsession" (1987), Play It Again Sam
- "Obsession (remix)" (1987), Nettwerk
- "Exotika" (1988), Play It Again Sam
- "Exotika (extended remix)" (1988), Nettwerk
- "Rise" (1988), Play It Again Sam
- "Synaesthesia" (1991), Play It Again Sam
- "Passion" (1991), World Serpent

Como Conspiracy International
- "Hammer House" (1984), CTI
- "Thy Gift of Tongues" (1985), CTI

## Vídeo
- Live Vol. 1 (1996), Conspiracy International (VHS)